# Peter Lim
Peter Lim Eng Hock, noto semplicemente come Peter Lim (Singapore, 21 maggio 1953), è un imprenditore e dirigente sportivo singaporiano. È stato un agente di cambio e investitore in olio di palma prima di diventare investitore privato concentrato su sanità, proprietà, sport e istruzione.  Nel 2023, si è classificato al 23º posto nella lista di Forbes dei 50 più ricchi di Singapore con un patrimonio netto di 1,9 miliardi di dollari. È azionista del club inglese Salford City e proprietario del club spagnolo della Liga Valencia CF dal 2014.

## Biografia
Figlio di un pescivendolo,  Lim e i suoi sette fratelli sono cresciuti in un appartamento governativo con due camere da letto nel complesso residenziale pubblico di Bukit Ho Swee. Lim ha completato l'istruzione secondaria presso la Raffles Institution. Dopo il servizio militare, andò a Perth per studiare all'Università dell'Australia Occidentale.  Per finanziare la sua istruzione universitaria, Lim ha lavorato part-time facendo lavoretti come tassista, cuoco e cameriere.
Mentre lavorava presso la catena australiana di fast food Red Rooster, Lim ha studiato come nascono le imprese, come crescono e come si ingrandiscono. Si è laureato in contabilità e finanza, ha lavorato come contabile e ha svolto attività di consulenza fiscale. Poi si è dedicato alla finanza. Lim era conosciuto come il "Re Remisier" (re delle commissioni) a causa del suo successo come agente di cambio negli anni '80.
All'inizio degli anni '90, Lim ha investito circa 10 milioni di dollari in una start-up di produzione di olio di palma, Wilmar. Nel 1996 ha lasciato l'attività di intermediazione diventando un investitore privato.  È riuscito a sfuggire alla crisi finanziaria asiatica del 1998 poiché aveva ceduto la maggior parte delle sue azioni e deteneva liquidità. Nel 2010, Lim ha venduto le sue azioni Wilmar nel periodo del picco dei prezzi delle materie prime incassando 1,5 miliardi di dollari. Già nel luglio di quell'anno la rivista Forbes lo aveva classificato all'8º posto tra le persone più ricche di Singapore con un patrimonio netto stimato intorno a 1,6 miliardi di dollari; quando pochi mesi prima sempre Forbes lo aveva classificato al 655º posto tra le persone più ricche del mondo.
Dal 2014 è l'azionista di maggioranza delle squadre di calcio del Valencia e del Salford City.